# Réserve nationale Lago Rosselot
La réserve nationale Lago Rosselot est une réserve naturelle du Chili. Elle est située à 268 km au nord de Coyhaique, dans la localité de La Junta, sur la commune de Cisnes, dans la province d'Aisén, dans la région Aisén del General Carlos Ibáñez del Campo. La réserve se trouve au nord du parc national Queulat et à l'est de la Carretera Austral au Chili. Elle doit son nom au lac Rosselot. 
La réserve nationale Lago Rosselot fut créée par le Decreto Supremo no 524 du 31 octobre 1968.
Elle possède un climat maritime tempéré froid et pluvieux sur la côte occidentale, avec des précipitations moyennes annuelles qui fluctuent entre 3 500 et 4 000 mm. La température moyenne dans la région est de 4 °C en hiver et 9 °C en été.
Elle est caractérisée par une formation végétale prédominante de type sempervirens, avec des espèces telles que le Laureliopsis philippiana, le Nothofagus dombeyi, le Drimys winteri, le Embothrium coccineum et le chilco. Parmi la faune présente dans la réserve figurent le puma, le condor des Andes, l'aigle, la conure magellanique, le renard de Magellan et le pudu, entre autres.